# She Loves Me, She Loves Me Not (film 1920)
She Loves Me, She Loves Me Not è un cortometraggio muto del 1920 diretto da Al St. John.

## Produzione
Il film fu prodotto dalla Fox Film Corporation (come Sunshine Comedies).

## Distribuzione
Distribuito dalla Fox Film Corporation, il film - un cortometraggio in due bobine - uscì nelle sale cinematografiche USA il 29 novembre 1920.